# Sursee
Sursee és un municipi del cantó de Lucerna (Suïssa), cap del districte de Sursee.